# Keaton Jones
Keaton Jones, född 13 oktober 2004, är en amerikansk simmare.

## Karriär
Vid de amerikanska uttagningarna till OS i Paris placerade han sig på en andra plats på 200 meter ryggsim och kvalificerade sig därmed till OS 2024.